# Micromonas
Micromonas és un gènere d'algues verdes unicel·lulars de la família de les mamiellàcies. Les espècies d'aquest gènere són de les cèl·lules eucariotes més petites i presenten un únic flagel.

## Taxonomia
El gènere Micormonas inclou quatre espècies:
- Micromonas bravo Simon, Foulon & Marin, 2017
- Micromonas commoda Baren, Bachy & Worden, 2016
- Micromonas polaris Simon, Foulon & Marin, 2017
- Micromonas pusilla (Butcher) Manton & Parke, 1960